# Конвой №5192
Конвой № 5192 — японський конвой часів Другої світової війни, проведення якого відбувалось у серпні 1943-го.
Вихідним пунктом конвою був атол Трук у центральній частині Каролінських островів, де ще до війни створили головну базу японського ВМФ у Океанії, звідки до лютого 1944-го провадились операції в цілому ряді архіпелагів. Пунктом призначення став атол Кваджелейн, на якому була головна японська база на Маршаллових островах.
До складу конвою увійшли транспорти «Кенрю-Мару» і «Мінато-Мару», тоді як охорону забезпечували допоміжний мисливець за підводними човнами CHa-14 та переобладнаний мисливець за підводними човнами «Шонан-Мару № 7».
19 серпня 1943-го загін полишив Трук та попрямував на схід. Хоча поблизу вихідного та кінцевого пунктів маршруту традиційно діяли американські підводні човни, проходження конвою № 5192 минуло без інцидентів і 24 серпня він прибув на Кваджелейн.